# Lucas Cranach el Joven

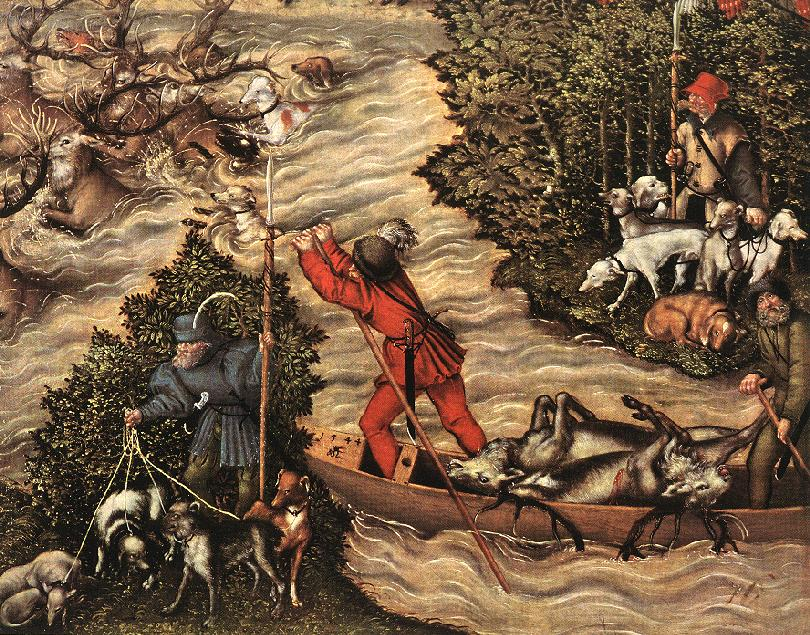
Caza del ciervo del príncipe Johann Friedrich (detalle) 1544
Kunsthistorisches, Viena.

Lucas Cranach el Joven (Wittenberg, 4 de octubre de 1515 - Weimar, 25 de enero de 1586) fue un artista renacentista alemán, conocido por sus xilografías y pinturas.

## Biografía

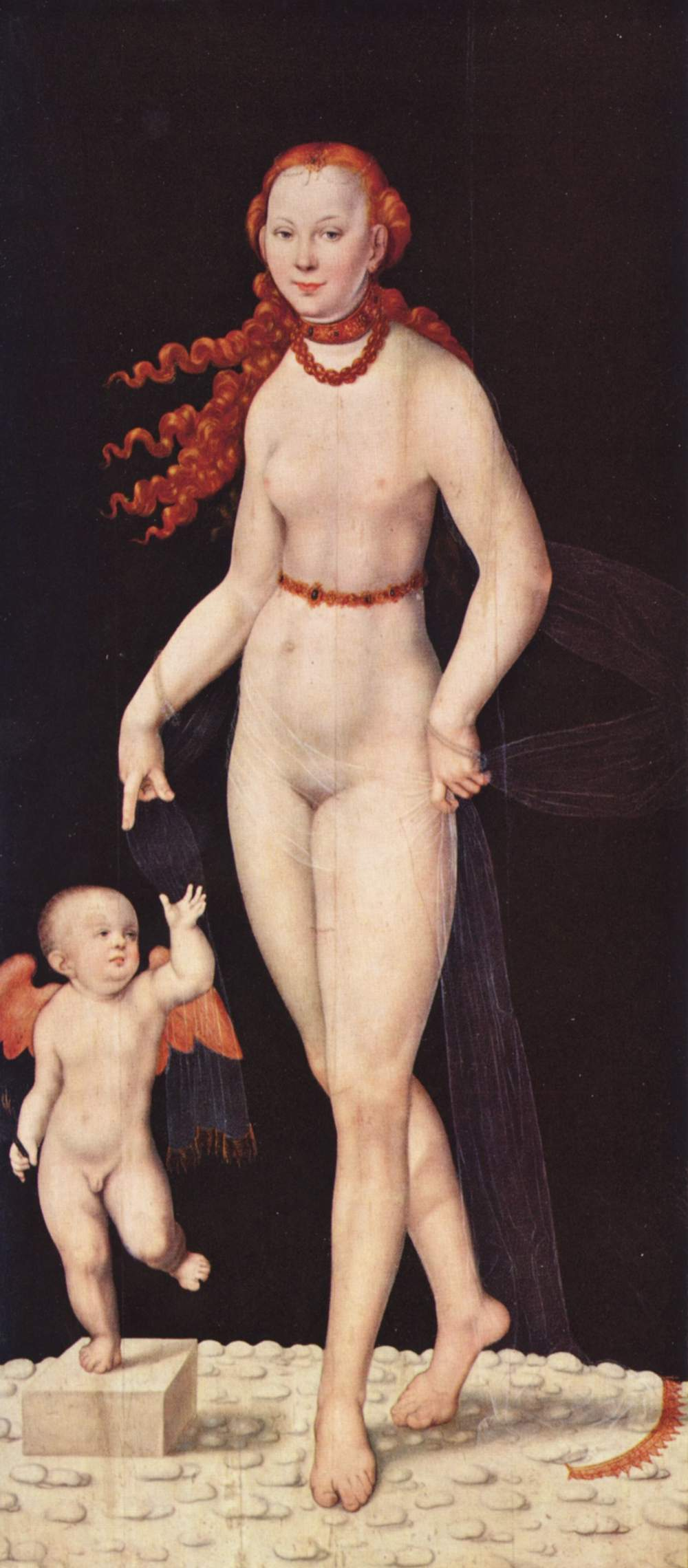
Venus y Cupido (h. 1540).

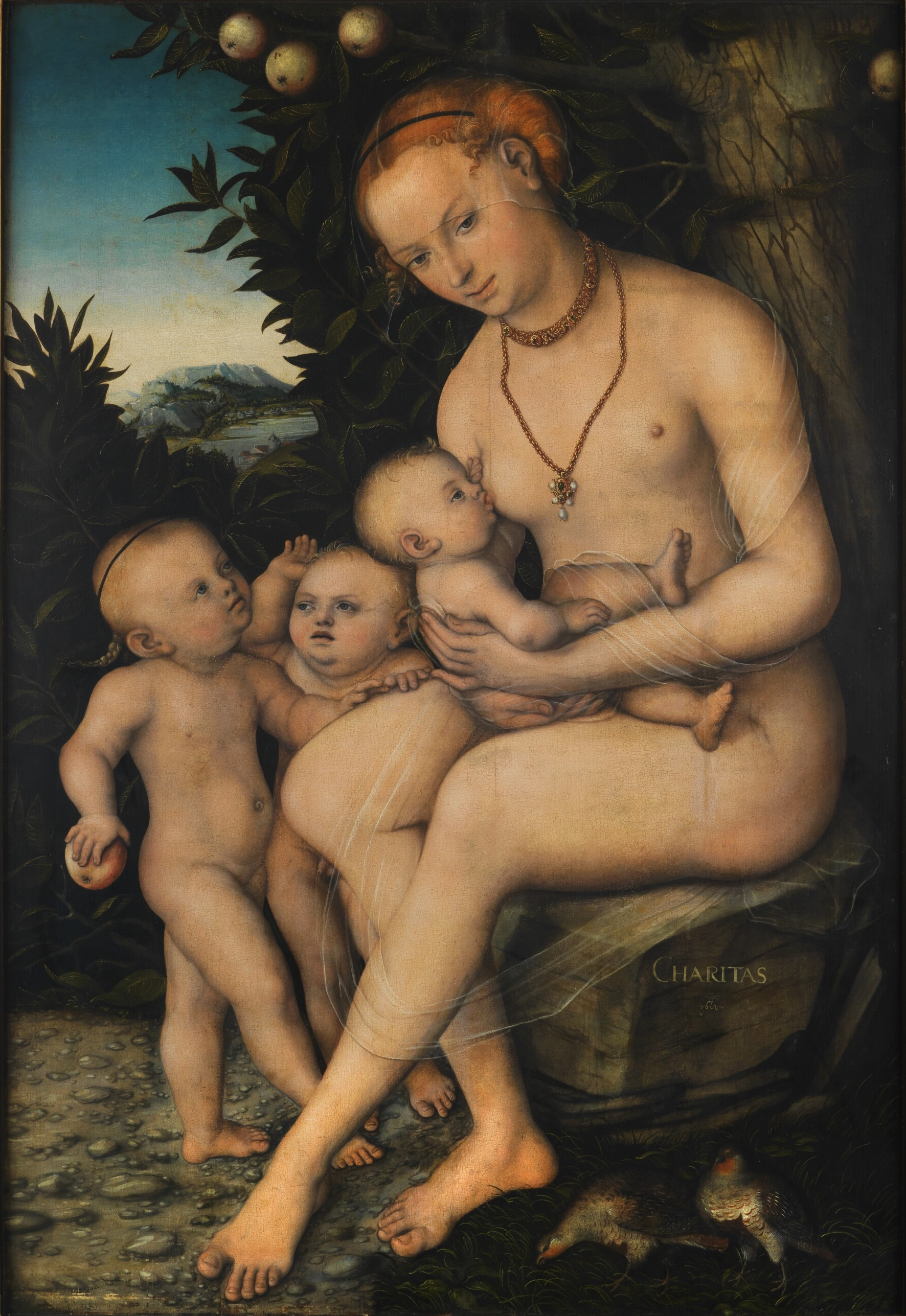
Caridad

Era hijo de Lucas Cranach el Viejo. Fue aprendiz en el taller de su padre a partir de 1525 y luego su importancia creció. Trabajó en el taller familiar junto a su hermano Hans Cranach, fallecido prematuramente en 1537. 
Los estilos de Lucas padre y Lucas hijo son tan parecidos que ha habido dificultades para diferenciar obras y atribuirlas a uno u otro, en particular a partir de la década de 1530 y de la muerte de su hermano Hans. A partir de esos años, y en parte por la avanzada edad, Cranach padre delega en su hijo y en otros ayudantes la ejecución de muchas pinturas, que presentan fluctuaciones de calidad. 
En 1540, Cranach el Joven se casó con Bárbara Brück, hija de Gregorio von Brück (Canciller del elector de Sajonia Federico el Sabio). Después, viudo, se volvió a casar, con Magdalena Schurff, sobrina de Philipp Melanchthon, un humanista reputado al que retrató varias veces. En 1550, durante la cautividad de su padre, se hizo cargo del taller, y cuando aquel murió en 1553, prosiguió su actividad. 
De 1549 a 1568, formó parte del consejo municipal de Wittenberg, ocupando sucesivamente los cargos de canciller después de burgomaestre. Los encargos de los príncipes de Sajonia le aseguraron la prosperidad, hasta su muerte, ocurrida en 1586. Su cuerpo descansa en la Iglesia de Santa María (Wittenberg), encontrándose frente a la galería en la zona del último pilar sur, donde hoy lo recuerda una lápida.

## Obra

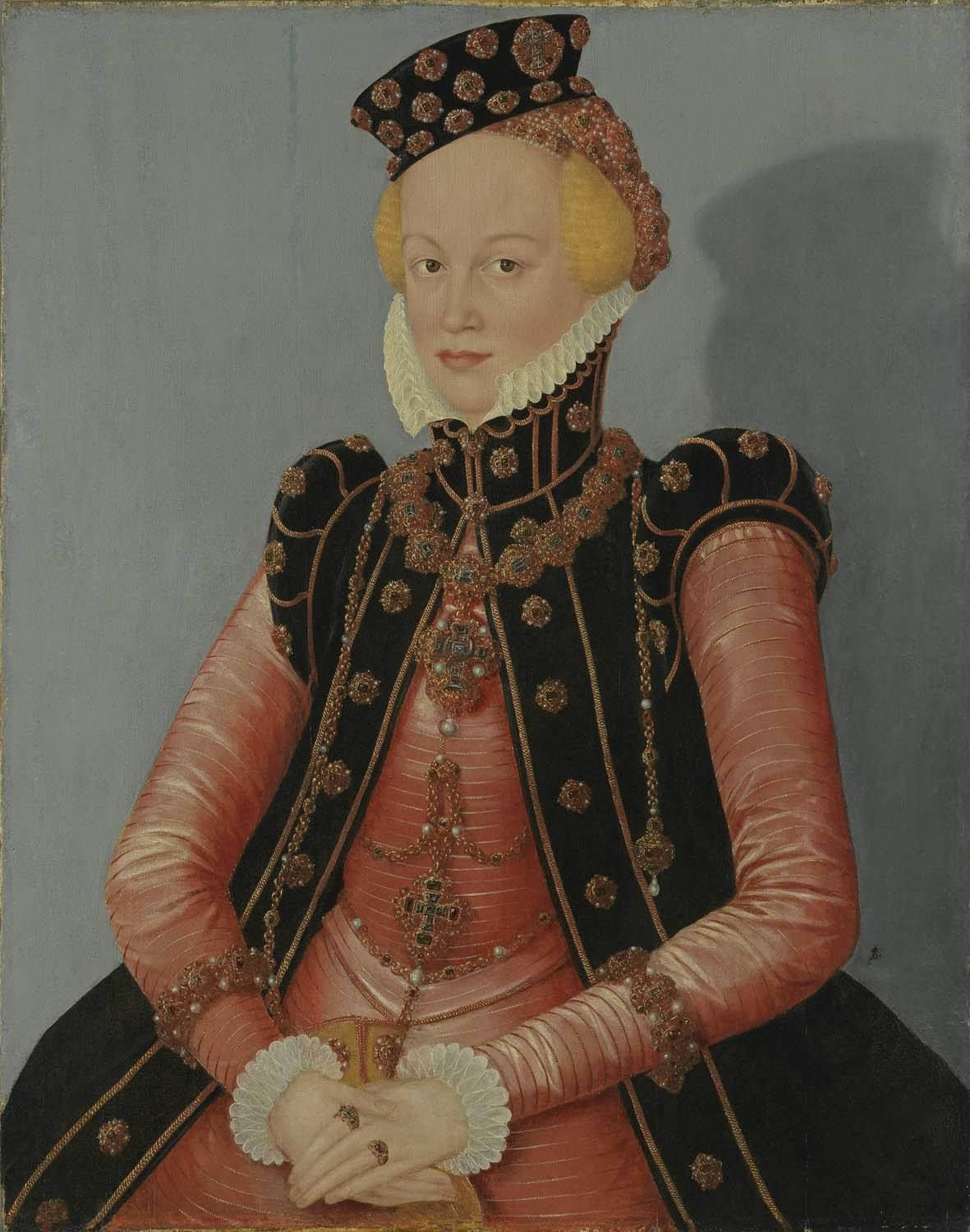
Retrato de Margarethe Elisabeth von Ansbach-Bayreuth en Múnich, (1579).

Continuó trabajando en el mismo estilo que su padre, sin renovarlo, siendo un artista menos original y sensible. Si acaso, autores como Calvet-Sérullaz hablan de «una rudeza un poco ingenua, teñida de tristeza», que «no tiene nada que ver con la elegancia amanerada, a veces irónica», de su padre. 
Es conocido por sus retratos y versiones más simples de escenas alegóricas y mitológicas. Destaca en sus pequeños estudios al óleo sobre papel, con pincelada suave y pictórica: Retrato de Augusto de Sajonia (Museo de Reims).
Como su padre, diseñó ilustraciones que luego fueron grabadas en xilografía por artesanos profesionales. En 1561 creó una con la efigie de cuerpo entero de Philip Melanchthon, fallecido el año anterior.
Otras obras que se le atribuyen, son:
- Retrato de Hombre (del taller del padre, Staatliche Museen, Berlín)
- Retrato de Mujer, del taller del padre, Staatliche Museen, Berlín
- El estanque de la juventud, 1546
- Retrato de Lucas Cranach padre, 1550, Galería de los Uffizi, Florencia
- Retrato de Margarethe Elisabeth von Ansbach-Bayreuth en Múnich, 1579. Esta obra inspiró a Picasso su famoso linograbado «Retrato de Joven, según Cranach el Joven» (1958)